# Nördlingen
Nördlingen, parfois appelé Norlingue en français, est une ville de Bavière dans l'arrondissement de Danube-Ries, sur la Route romantique.
Située dans le cœur de la zone de Ries, l'ancienne ville libre impériale de Nördlingen a gardé un aspect médiéval presque totalement préservé. Aujourd'hui, c'est une des trois villes d'Allemagne qui possèdent encore des remparts complets, les deux autres étant Rothenburg ob der Tauber et Dinkelsbühl.
La vieille ville historique est dominée par le Daniel, clocher gothique de 90 m de haut de l'ancienne église Saint-Georges.  L'église elle-même est une des plus remarquables de ce type en Allemagne du Sud.  Un veilleur — certainement le dernier — est encore en service vingt-quatre heures sur vingt-quatre au-dessus de la tour du Daniel. 
La zone de Ries elle-même est un secteur géologique unique créé par une météorite il y a environ 15 millions d'années.

## Histoire
| Appartenances historiques Saint-Empire (Ville libre) 1215–1803 Électorat de Bavière 1803–1806 Royaume de Bavière 1806–1918 République de Weimar 1918–1933 Reich allemand 1933–1945 Allemagne occupée 1945–1949 Allemagne 1949–présent |

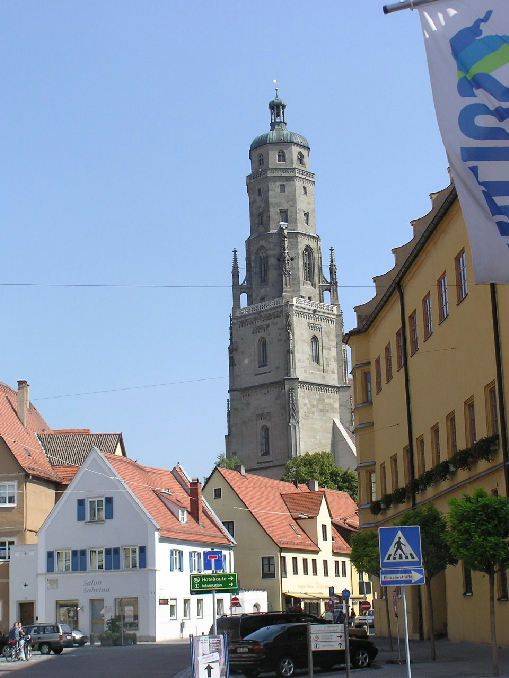
Le Daniel

Vers -90, un camp romain avec agglomération (vicus) est attesté. Il disparaît vers 259-260 lors de la conquête du Sud de l'Allemagne actuelle par les Alamans. Le nom de cette agglomération était probablement Septemiacum. Ce nom apparaît dans la table de Peutinger (Tabula Peutingeriana). Le Nördlingen romain est peu connu. 
Le peuplement alémanique s'est fait aux VIe et VIIe siècles. Nordilinga est mentionné pour la première fois dans un document carolingien de 898. 
En 1215, Nördlingen devient une ville impériale libre. En 1219, la foire de la Pentecôte, la plus importante de la Haute Allemagne dure 10 jours.
Elle vit la naissance en 1455 du peintre Bartholomäus Zeitblom, mais il fut surtout actif à Ulm.
En 1529, elle fait partie de la minorité protestante à la Diète d'Empire de Spire. Le protestantisme s'y développe. 
Pendant la guerre de Trente Ans, Nördlingen est le lieu de deux batailles, en 1634 et 1645. La ville perd la moitié de sa population et son importance économique. 
Il faudra attendre 1939 pour que la population retrouve son niveau de 1618. Au 31 décembre 2007, la ville comptait 20 122 habitants. 
Occupant une position commerciale importante, la cité a vu entre 1796 et 1800 les engagements victorieux des Français sur les Autrichiens.
- Histoire de la communauté juive et de sa synagogue avant la Seconde Guerre mondiale

## Économie
Les sociétés les plus importantes de Nördlingen sont :
- la brasserie Ankerbräu a été fondée en 1608 ;
- l'éditeur C.H. Beck existe depuis 1763. La maison principale est actuellement à Munich ;
- Kathrein-Werke est fabricant d'antennes de téléphonie mobile (plus de 800 employés) ;
- Gabriele Strehle Strenesse est une styliste spécialisée dans les vêtements de plein air ;
- Lachenmeyer Glockenschweißerei répare les cloches des églises du monde entier ;
- Riesmetall Ltd est spécialisé dans le revêtement en zinc ;
- SCA Packaging fabrique des emballages en carton ondulé ;
- Symrise est spécialisé dans la mise au point de parfums et de fragrances ;
- SPN Schwaben Präzision Fritz Hopf GmbH fabrique des engins et composants de précision pour le chemin de fer.

## Jumelages
La ville de Nördlingen est jumelée avec :
- Riom (France) depuis 1966
- Wagga Wagga (Australie) depuis 1967
- Stollberg/Erzgeb. (Allemagne) depuis 1991
- Markham (Canada) depuis 2001
- Olomouc (Tchéquie) depuis 2008

## Curiosités

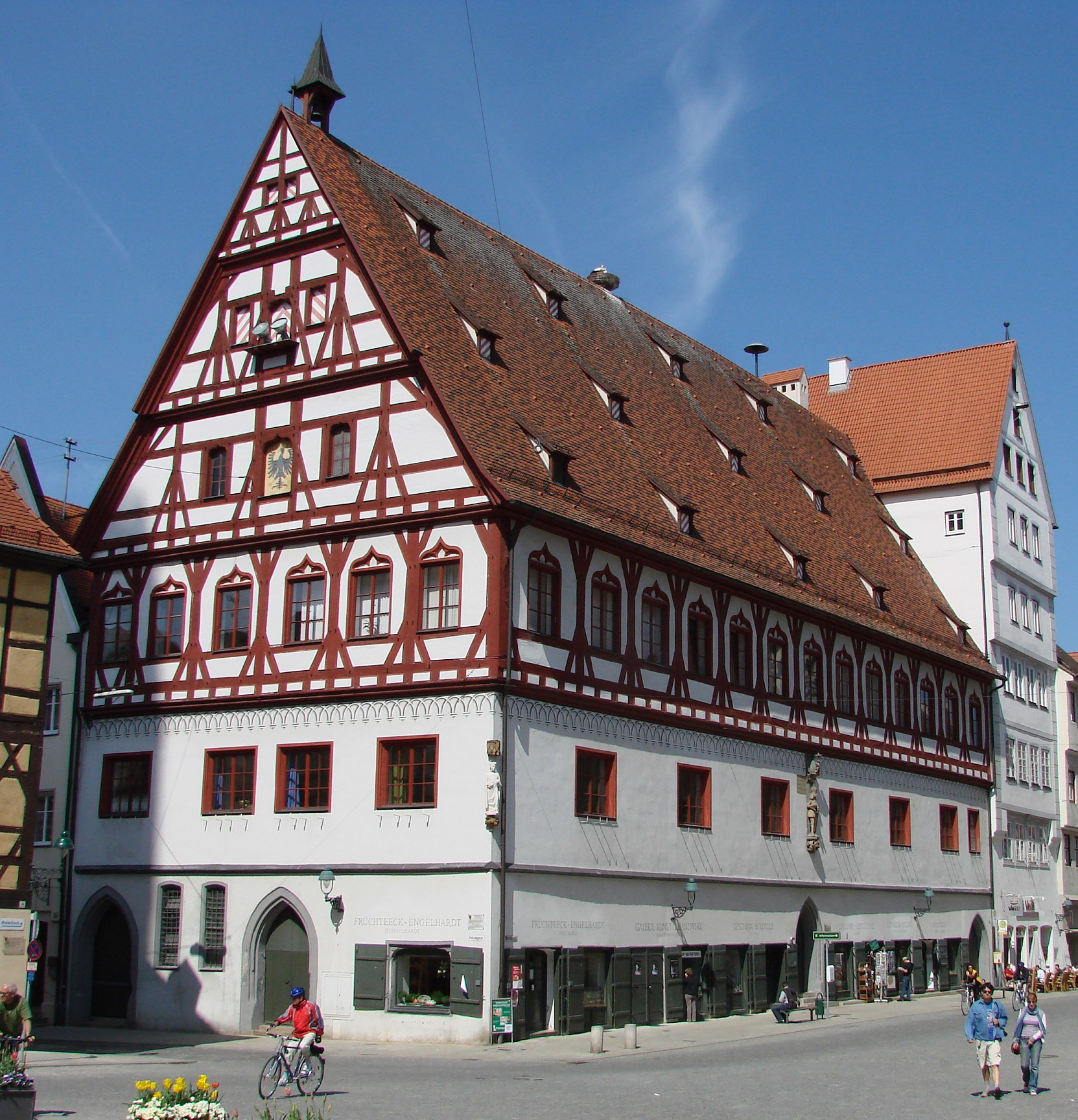
Brot- und Tanzhaus.
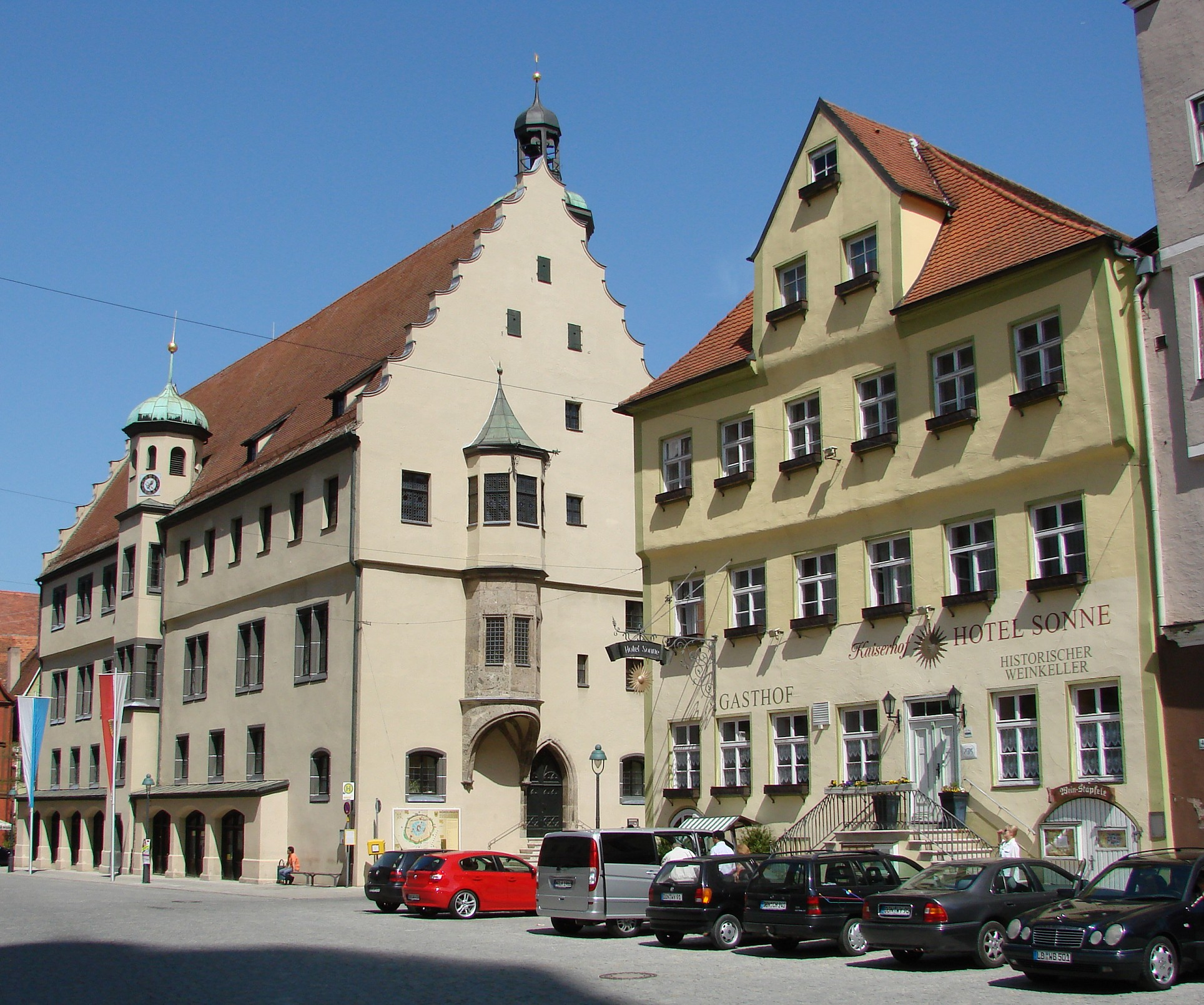
Fürstenherberge et hôtel de ville.
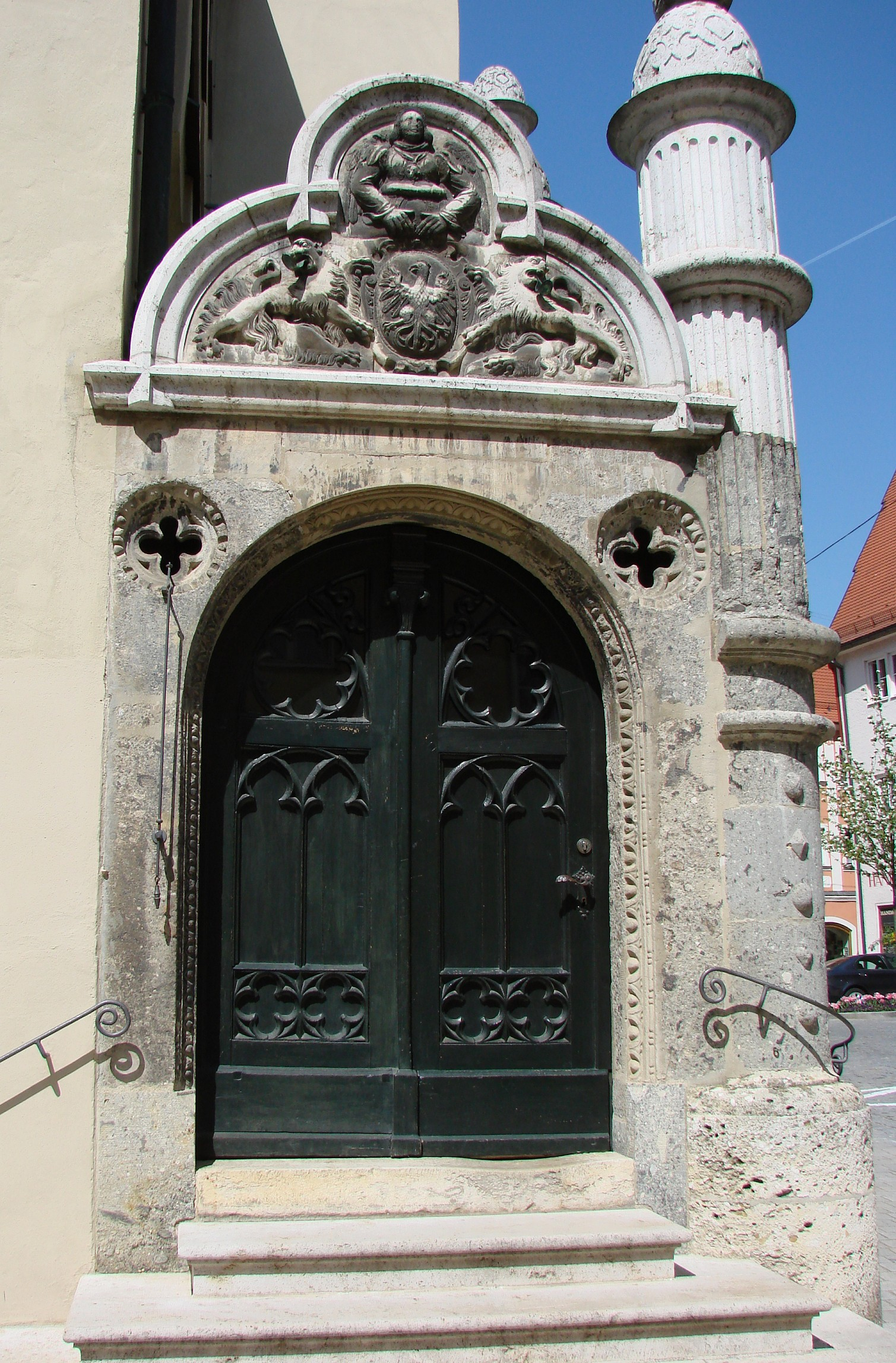
Escalier de l'hôtel de ville.
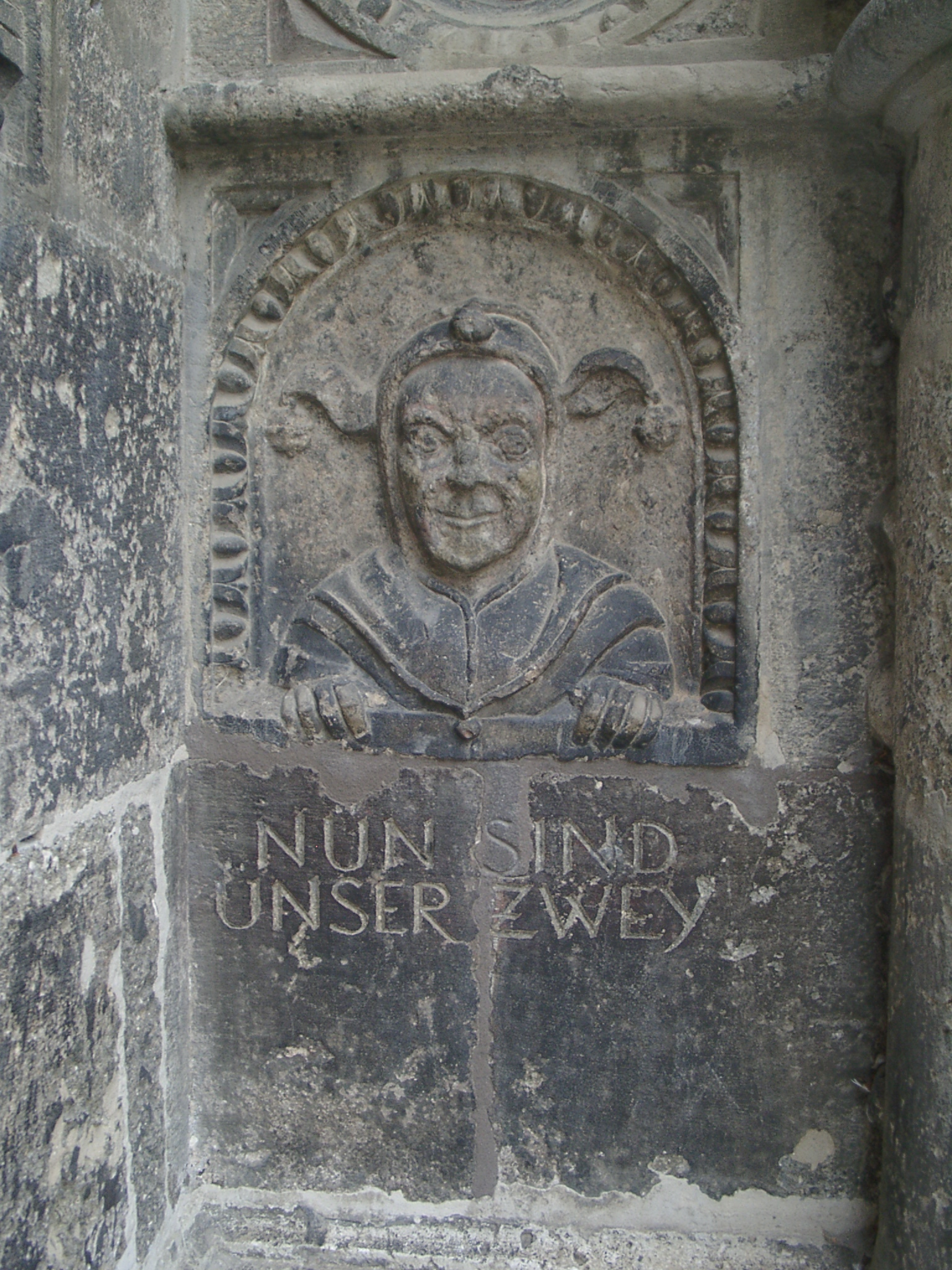
Bas-relief sur l'hôtel de ville.
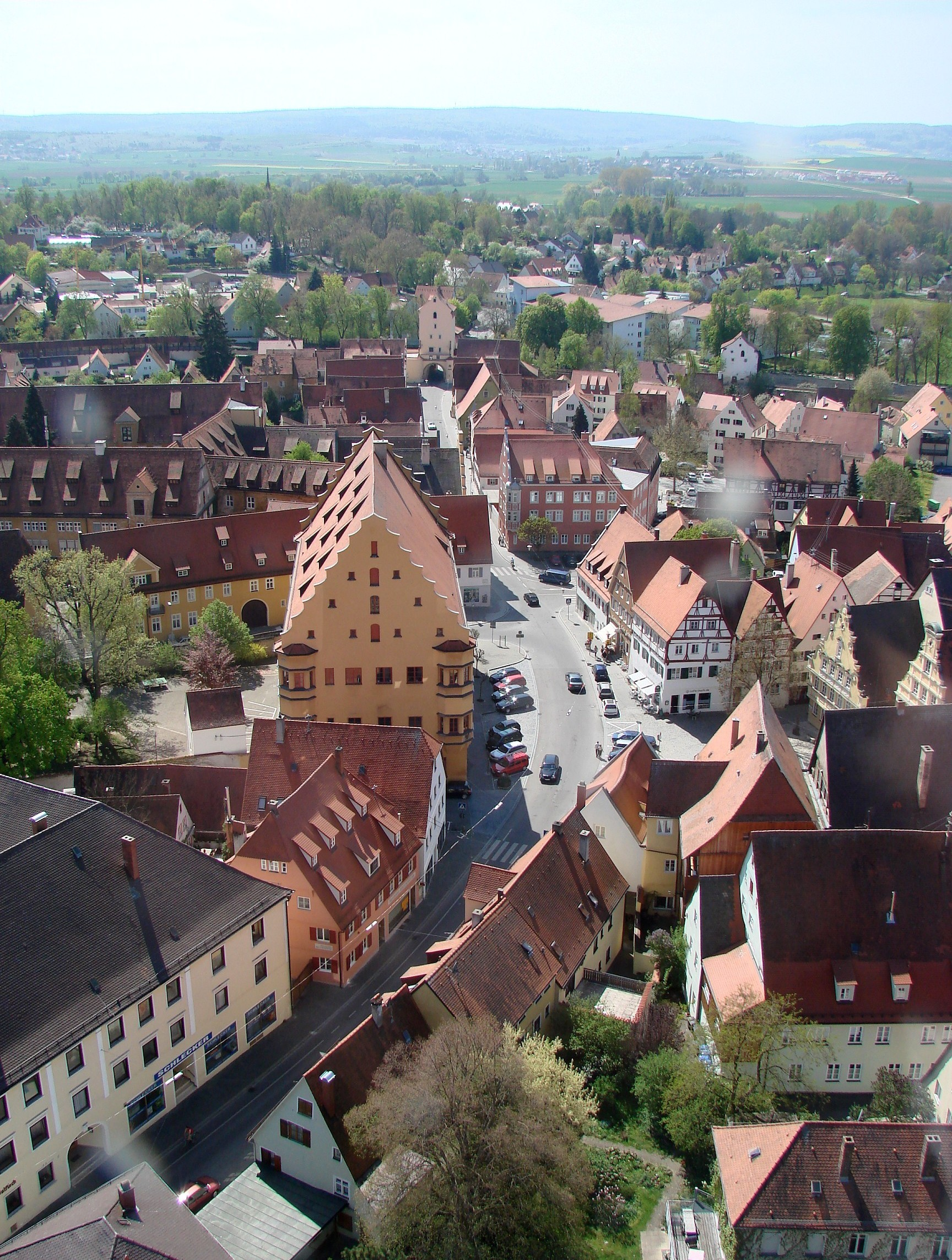
Vue de la tour de l'église Saint-Georges (Daniel).
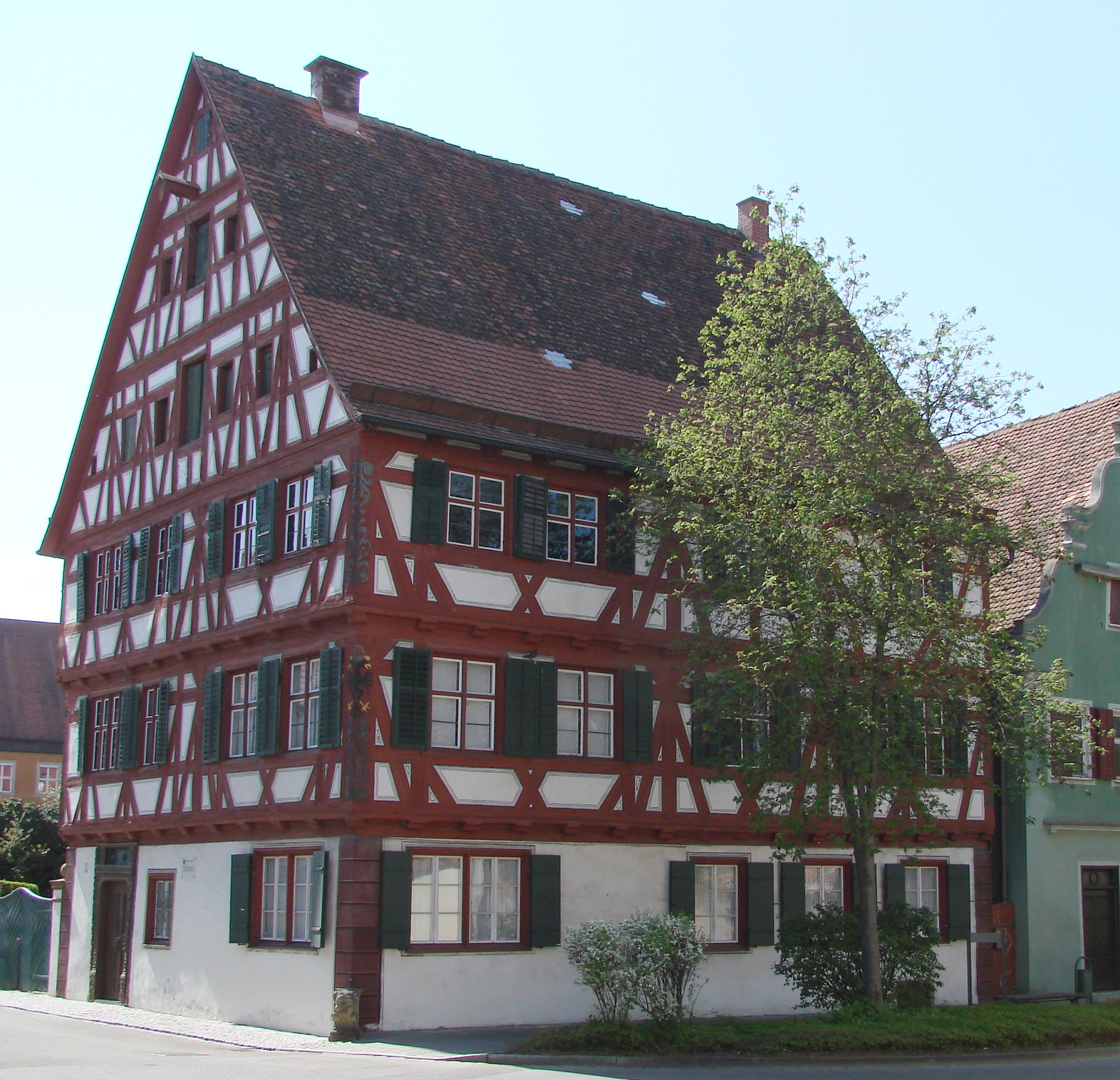
Wintersches Haus.
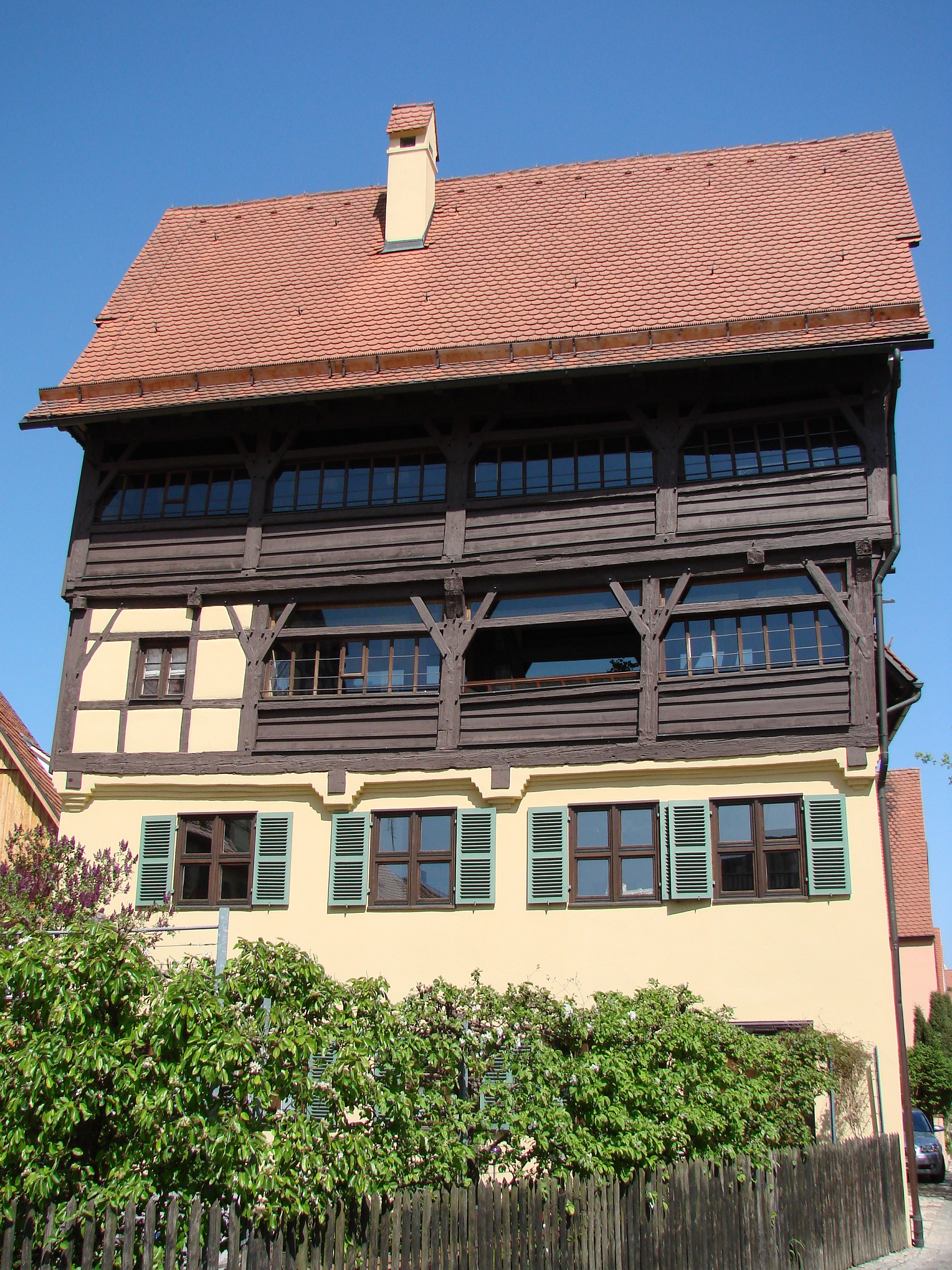
Gerberhaus.
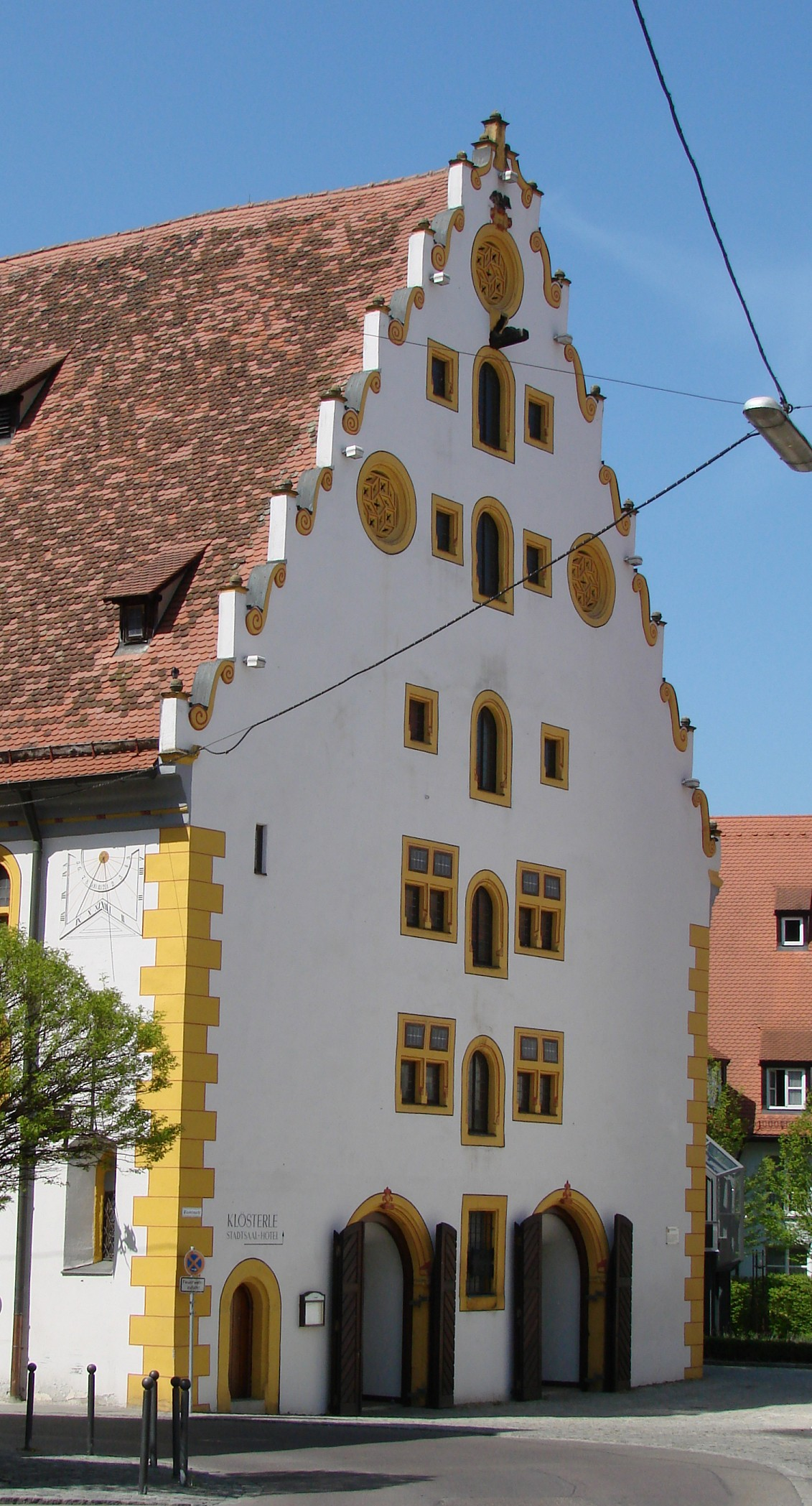
Klösterle.
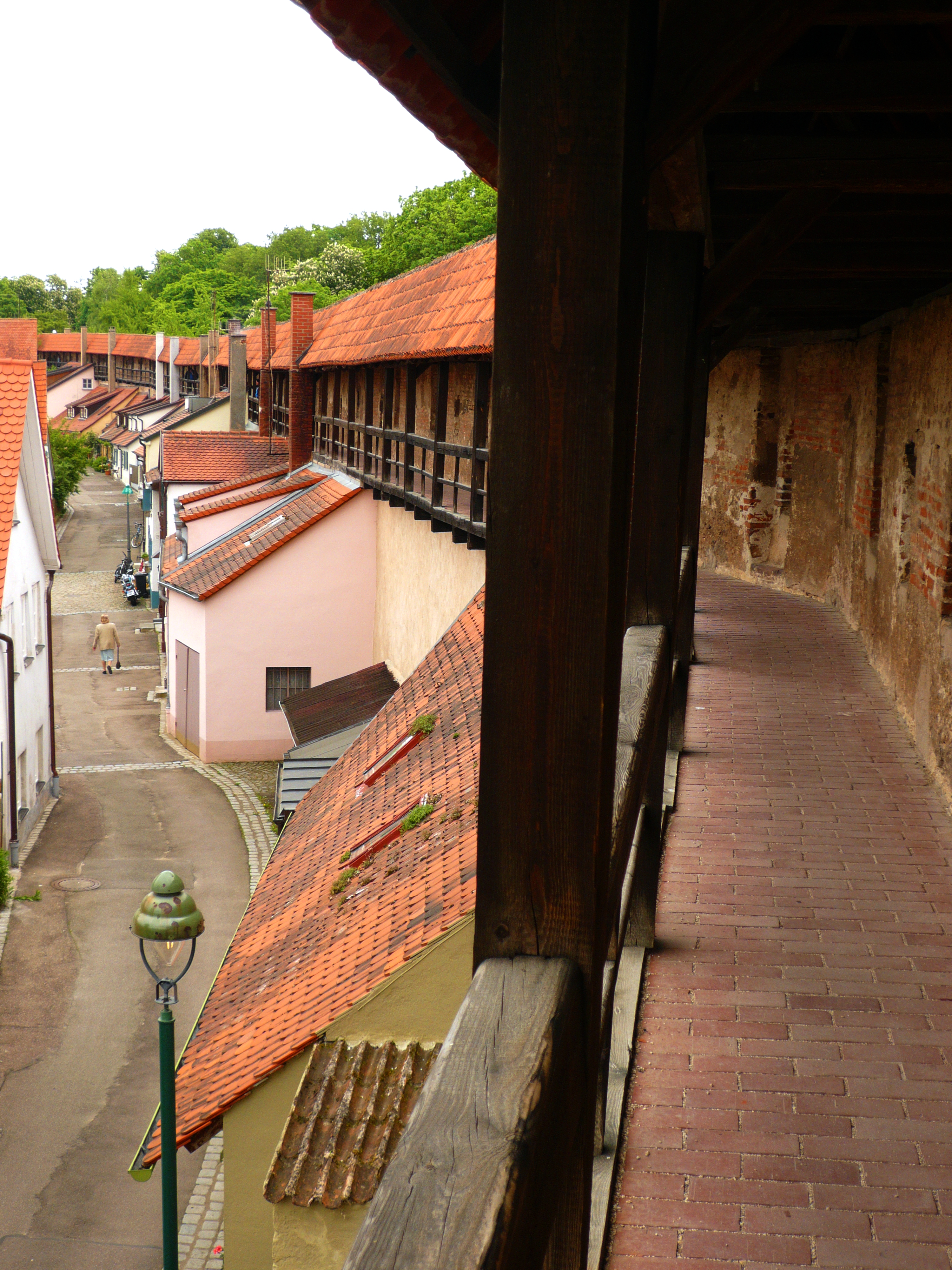
On peut faire le tour complet de la ville sur les remparts.
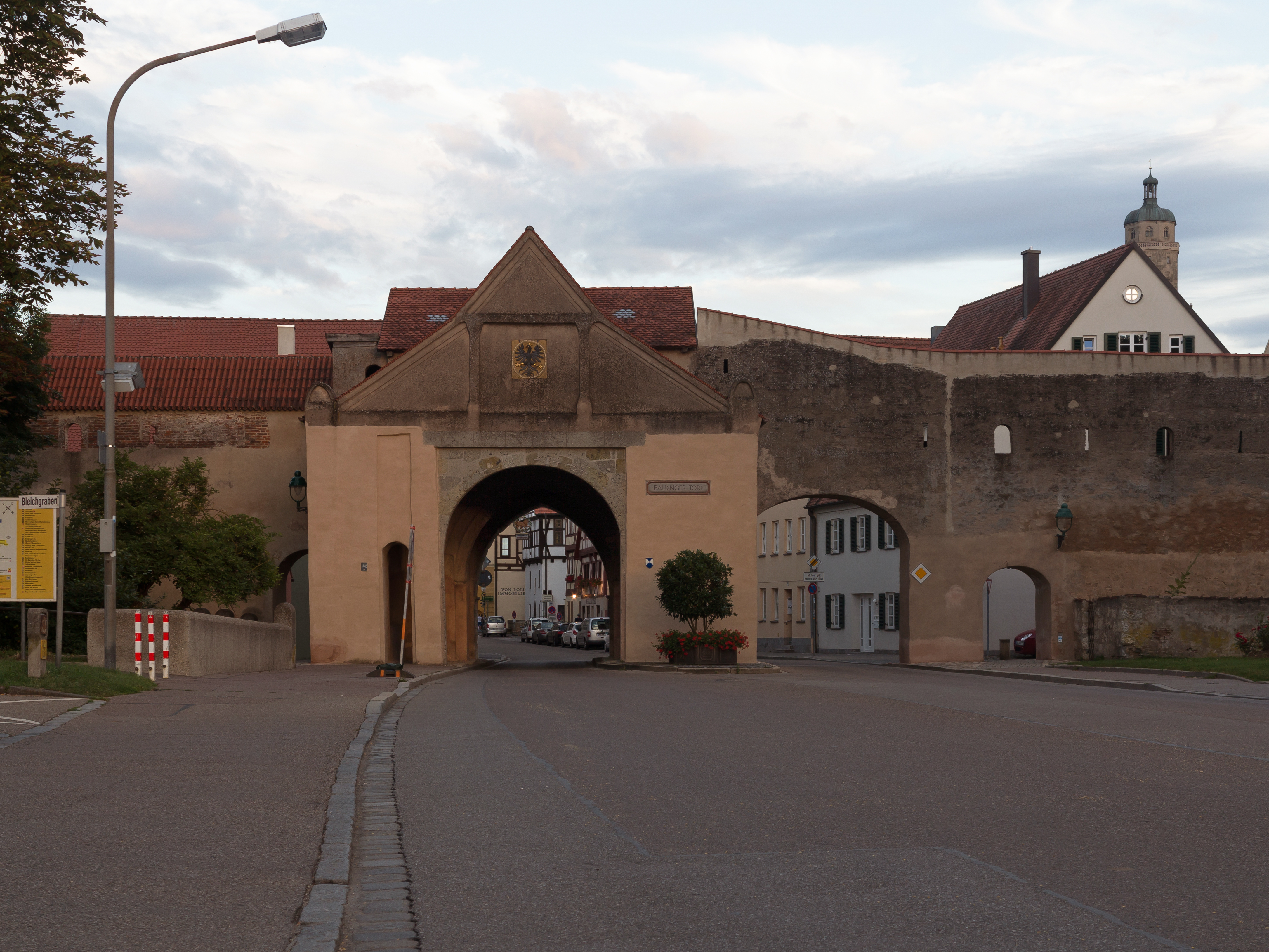
Porte : der Baldinger Tor.
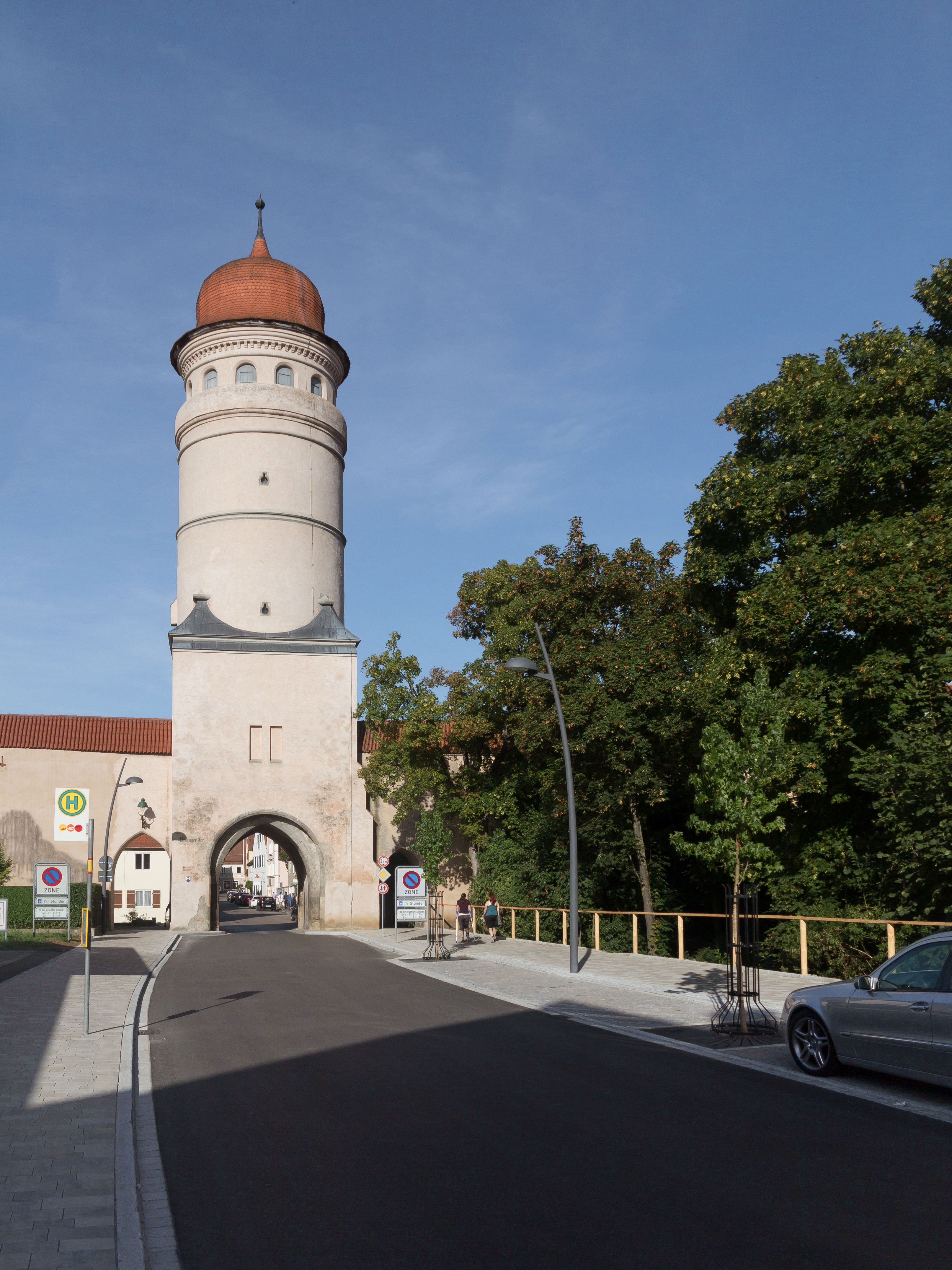
Porte : der Deininger Tor.

L'église Saint-Georges à trois nefs d'égale hauteur (de type « halle ») a été bâtie en pierre volcanique à la fin du XVe siècle.
Les remparts sont le seul mur d'enceinte parfaitement conservé et totalement accessible en Allemagne[réf. nécessaire]. Le périmètre du mur d'enceinte est sensiblement celui de l’astéroïde qui a creusé l'astroblème du Nördlinger Ries. La ville et ses alentours comprennent environ 72 000 tonnes de diamants microscopiques issus de cet impact — trop petits pour pouvoir être exploités en joaillerie (leur diamètre étant inférieur à 0,2 millimètre).

## Personnalités
- Heinrich von Nördlingen (de) (* vers 1310, † après 1356), mystique allemand
- Maria Holl (1549-1634), aubergiste victime d'une chasse aux sorcières à Nördlingen, y est décédée.
- Albrecht Adam, peintre né en 1786
- Heinrich Adam, peintre
- Friedrich Herlin (* vers 1430, † vers 1500), peintre
- Bartholomäus Zeitblom (* vers 1455, † vers 1518 à Ulm), peintre du gothique tardif
- Kaspar Kantz (1483-1544), théologien protestant
- Melchior Fendt (de), physicien et médecin
- Johann Hermann (* 1527, † 1605 à Breslau), médecin
- Sebastian Röttinger (1537-1608), bourgmestre et chasseur de sorcières
- Friedrich Voltz (1817-1886), peintre
- Robert Beyschlag (1838-1908), peintre de l'époque de Goethe
- Alexander von Schneider (1845-1909), de 1896 à 1909 président du consistoire de l'Église luthérienne de Bavière
- Gerd Müller (1945-2021), joueur de football
- Frère Alois (* 11 juin 1954), depuis août 2005 prieur de Taizé et successeur du fondateur, frère Roger, assassiné
- Sabine Haubitz (de) (* 1959), photographe d'art
- François Claude Joachim Faultrier de l'Orme (1754-1805), général décédé à Nördlingen

## Spécialités culinaires
- Stabenwürste ou Messwürscht (saucisses longues et fines)
- Kuchle du Ries
- Tarte paysanne du Ries

## Nördlingen au cinéma
La vieille ville médiévale de Nördlingen a été utilisée à plusieurs reprises comme décor par divers cinéastes : Charlie et la chocolaterie (1971) et Bibi, nom d'une sorcière (2002) par exemple. La ville de Kinkan, de la série animée japonaise Princesse Tutu est modélisée d'après la cité de Nördlingen. Hajime Isayama, l'auteur du manga L'Attaque des Titans (Shingeki no Kyojin) s'est inspiré de cette ville pour créer Shiganshina, le village où se déroule la majeure partie des 3 premières saison.